# Rhian Brewster
Rhian Joel Brewster (Londen, 1 april 2000) is een Engels voetballer die doorgaans als aanvaller speelt. Hij verruilde Liverpool in oktober 2020 voor Sheffield United.

## Carrière
Brewster groeide op in en rond Londen. Hij bezocht in zijn kindertijd de Chadwell Heath Primary School en leerde voetballen op de Chadwell Heath Academy en de Shield football Academy, tot hij op zijn achtste werd opgenomen in de jeugdopleiding van Chelsea. Die verruilde hij acht jaar later voor die van Liverpool. Hier tekende hij in juni 2018 zijn eerste profcontract, tot medio 2023. Brewster debuteerde op 25 september 2019 in het eerste elftal van Liverpool. Jürgen Klopp liet hem toen van begon tot eind spelen in een met 0–2 gewonnen wedstrijd in het toernooi om de EFL Cup, uit bij Milton Keynes Dons. Datzelfde seizoen mocht hij nog een wedstrijd spelen in ditzelfde toernooi en een keer invallen in dat om de FA Cup.
Liverpool verhuurde Brewster in januari 2020 voor een halfjaar aan Swansea City, op dat moment de nummer zes in de Championship. Hij maakte op 18 januari 2020 de 1–1 in een met 2–1 gewonnen competitiewedstrijd thuis tegen Wigan Athletic. Dit was zijn eerste doelpunt in het profvoetbal. Brewster speelde dat seizoen 20 competitiewedstrijden waarin hij 10 keer scoorde. Zijn ploeggenoten en hij kwalificeerden zich dankzij een zesde plaats voor de play-offs voor promotie naar de Premier League. Ook daarin scoorde hij, maar tegenstander Brentford was over twee wedstrijden de betere.
Brewster tekende in oktober 2020 een contract tot medio 2025 bij Sheffield United. Dat betaalde circa 26 miljoen euro voor hem aan Liverpool. Brewster wisselde in zijn eerste jaar bij Sheffield basisplaatsen af met invalbeurten en kwam in 27 wedstrijden niet tot scoren. Zijn ploeggenoten en hij degradeerden dat seizoen naar de Championship. Hierin kwam hij tot en met januari 2022 tot veertien wedstrijden en drie doelpunten. Een hamstringblessure beëindigde daarna zijn seizoen. Brewster speelde in 2022/23 tot en met oktober zestien speelronden, voor opnieuw een hamstringblessure ook een einde aan dat seizoen maakte voor hem.

## Clubstatistieken
| Seizoen     | Club             | Competitie       | Competitie | Competitie | Competitie | Beker | Beker | Beker | Internationaal | Internationaal | Internationaal | Totaal | Totaal | Totaal |
| Seizoen     | Club             | Competitie       | Wed.       | Dlp.       | Ass.       | Wed.  | Dlp.  | Ass.  | Wed.           | Dlp.           | Ass.           | Wed.   | Dlp.   | Ass.   |
| ----------- | ---------------- | ---------------- | ---------- | ---------- | ---------- | ----- | ----- | ----- | -------------- | -------------- | -------------- | ------ | ------ | ------ |
| 2019/20     | Liverpool        | Premier League   | 0          | 0          | 0          | 4     | 0     | 0     | 0              | 0              | 0              | 4      | 0      | 0      |
| Club Totaal | Club Totaal      | Club Totaal      | 0          | 0          | 0          | 4     | 0     | 0     | 0              | 0              | 0              | 4      | 0      | 0      |
| 2019/20     | → Swansea City   | EFL Championship | 22         | 11         | 0          | 0     | 0     | 0     | —              | —              | —              | 22     | 11     | 0      |
| Club Totaal | Club Totaal      | Club Totaal      | 22         | 11         | 0          | 0     | 0     | 0     | 0              | 0              | 0              | 22     | 11     | 0      |
| 2020/21     | Sheffield United | Premier League   | 27         | 0          | 0          | 3     | 0     | 0     | —              | —              | —              | 30     | 0      | 0      |
| 2021/22     | Sheffield United | EFL Championship | 14         | 3          | 0          | 2     | 1     | 0     | —              | —              | —              | 16     | 4      | 0      |
| 2022/23     | Sheffield United | EFL Championship | 16         | 1          | 1          | 1     | 0     | 0     | —              | —              | —              | 17     | 1      | 1      |
| 2023/24     | Sheffield United | Premier League   | 13         | 0          | 0          | 1     | 0     | 0     | —              | —              | —              | 14     | 0      | 0      |
| 2024/25     | Sheffield United | EFL Championship | 37         | 4          | 3          | 3     | 0     | 0     | —              | —              | —              | 40     | 4      | 3      |
| Club Totaal | Club Totaal      | Club Totaal      | 107        | 8          | 4          | 10    | 1     | 0     | 0              | 0              | 0              | 117    | 9      | 4      |
| Totaal      | Totaal           | Totaal           | 129        | 19         | 4          | 14    | 1     | 0     | 0              | 0              | 0              | 143    | 20     | 4      |

Bijgewerkt t/m 10 augustus 2023

## Interlandcarrière
Brewster maakte deel uit van verschillende Engelse nationale jeugdselecties. Hij nam met Engeland –17 deel aan zowel het EK –17 als het WK –17 van 2017. Hij bereikte met zijn ploeg de EK-finale, maar verloor die na een beslissende strafschoppenreeks van Spanje –17. Brewster en zijn ploeggenoten namen vijf maanden later revanche op datzelfde Spanje –17 door dat in de WK-finale met 5–2 te verslaan. Hij maakte die dag zelf de 1–2, nadat hij zowel in de kwart- als in de halve finale een hattrick maakte. Met acht doelpunten werd Brewster topscorer van het toernooi. Brewster nam met Engeland –21 deel aan het EK –21 van 2021. Hierop kwam Engeland niet door de groepsfase.

## Erelijst
| Wereldkampioenschap –17 | 1x | 2017 |

1 Davies ·
2 Baldock ·
3 Lowe ·
4 Fleck ·
5 Trusty ·
6 Basham ·
7 Brewster ·
8 Hamer ·
9 McBurnie ·
10 Archer ·
11 Traoré ·
12 Egan  ·
14 Thomas ·
15 Ahmedhodžić ·
16 Norwood ·
17 Coulibaly ·
18 Foderingham ·
19 Robinson ·
20 Bogle ·
21 Souza ·
22 Davies ·
23 Osborn ·
25 Ben Slimane ·
27 Larouci ·
28 McAtee ·
31 Dewhurst ·
32 Osula ·
33 Norrington-Davies ·
35 Brooks ·
36 Jebbison ·
37 Amissah ·
38 Seriki ·
39 Sachdev ·
40 Buyabu ·
Coach: Heckingbottom